# Bibliothèque Reginald-J.-P.-Dawson
La bibliothèque Reginald-J.-P.-Dawson est la bibliothèque publique de la ville de Mont-Royal, Québec, Canada, fondée en 1952. Elle est située au 1967, rue Graham. En 1976  la bibliothèque a été nommée en l'honneur du huitième maire de la ville, Reginald J.P. Dawson, actif de 1951 à 1987,.

## Description
Elle dessert une population de 21 553 habitants selon l'enquête annuelle de 2018.
L'emplacement actuel a été inauguré en 1967. En 1998, la bibliothèque a été informatisée. En 2012 et 2013, le bâtiment a été agrandi pour passer de 1 700 mètres carrés à 3 100. L'architecte chargé de ce projet d'agrandissement était Pierre Morency.
L'inauguration de cet agrandissement a eu lieu le 12 septembre 2013 en présence du ministre de la Culture et des Communications de l'époque, Maka Kotto, ainsi que du député de Sainte-Marie-Saint-Jacques Daniel Breton, et en présence du maire de la ville, Philippe Roy. Le projet d'agrandissement de la bibliothèque a été évalué au coût de 6,1 million de dollars.
La bibliothèque Reginald-J.-P.-Dawson est membre de l'association des bibliothèques publiques du Québec.

## Art à la bibliothèque

### Expositions temporaires
La salle d'exposition ainsi que le mur d'art s'inscrivent directement dans la mission culturelle de la bibliothèque Reginald-J.-P.-Dawson. C'est une excellente opportunité pour les artistes locaux d'y exposer leurs œuvres d'art. Sculptures, peintures, photographies, etc. y sont les bienvenues. Selon Stat Bib, pour l'année 2018, ce sont plus de 134 expositions temporaires qui ont eu lieu.

### Expositions permanentes
Mis à part les expositions temporaires, la bibliothèque possède plusieurs œuvres d'art que l'on peut admirer en permanence. La sculpture L'Harmonie de l'artiste montorois Peter Monk, a été donné à la bibliothèque en 2015.

## Événements marquants de l'établissement

### 50e anniversaire

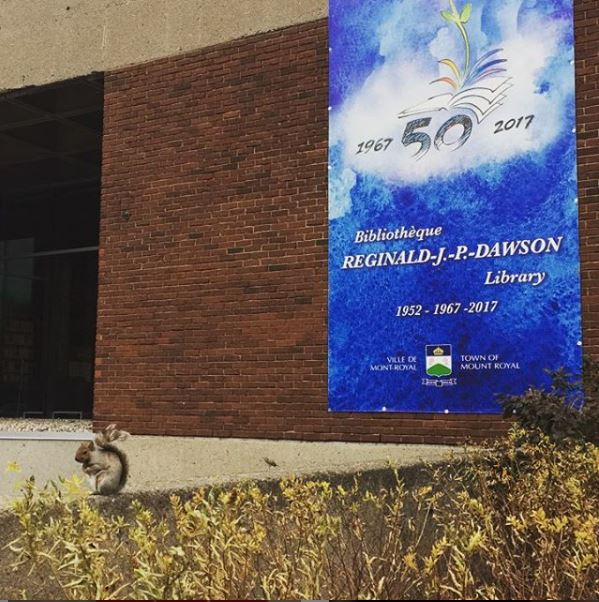
Façade de la bibliothèque. Affiche 50e anniversaire. Dessin réalisé par Jacques Goldstein.

L'année 2017 marque le 50e anniversaire de la bibliothèque à son endroit actuel. Pour cette occasion, la bibliothèque Reginald-J.-P.-Dawson se dynamise en offrant plusieurs activités pour les usagers. Lors de la journée du 31 mai 2017, véritable date d'anniversaire, le maire Philippe Roy, accompagné des membres du conseil municipal, ont rendu un hommage à la bibliothèque ainsi qu'à la culture monteroise. En effet, la nouvelle politique culturelle de la Ville a été lancée à cette occasion. Marquant le point culminant de ces activités, le maire fait le dévoilement d'une nouvelle sculpture, don de l'artiste Megerditch Tarakdjian, qui accueillera les lecteurs à l'entrée de la bibliothèque. La pièce s'intitule Le Lecteur et est située à l'extérieur des portes d'entrée.